# Kanton Mérignac-2
Der Kanton Mérignac-2 ist seit 1982 ein französischer Wahlkreis im Arrondissement Bordeaux im Département Gironde in der Region Nouvelle-Aquitaine; sein Hauptort ist Mérignac.

## Gemeinden
Der Kanton besteht aus drei Gemeinden und Gemeindeteilen mit insgesamt 52.593 Einwohnern (Stand: 1. Januar 2022) auf einer Gesamtfläche von 180,64 km²:
| Gemeinde            | Einwohner 1. Januar 2022 | Fläche km² | Dichte Einw./km² | Code INSEE | Postleitzahl |
| ------------------- | ------------------------ | ---------- | ---------------- | ---------- | ------------ |
| Martignas-sur-Jalle | 7.959                    | 26,39      | 302              | 33273      | 33127        |
| Mérignac            | 34.932                   | 33,67      | 1.037            | 33281      | 33700        |
| Saint-Jean-d’Illac  | 9.702                    | 120,58     | 80               | 33422      | 33127        |
| Kanton Mérignac-2   | 52.593                   | 180,64     | 291              | 3319       | –            |

1. ↑   Nur der südliche Teil der Gemeinde, der Rest gehört zum Kanton Mérignac-1.

Bis zur landesweiten Neuordnung der französischen Kantone im März 2015 besaß der Kanton einen anderen INSEE-Code als heute, nämlich 3361.